# Maghrebsteinschmätzer
Der Maghrebsteinschmätzer oder Berbersteinschmätzer (Oenanthe halophila) ist eine in Nordafrika vorkommende Steinschmätzerart.
Der Maghrebsteinschmätzer und der Schwarzrücken-Steinschmätzer (O. warriae) wurden früher als Unterarten des Trauersteinschmätzers (O. leucura) angesehen, aber 2018 vom IOC aufgrund des ausgeprägten Sexualdimorphismus und der getrennten Verbreitungsgebiete als eigenständige Arten aufgeteilt.

## Merkmale
Der Maghrebsteinschmätzer ist 14,5–16,5 cm groß. Bei dem Männchen sind Mantel, Flügel und Kehle schwarz. Brust, Steiß, Scheitel, Nacken und Bürzel dagegen sind weiß. Beim Weibchen sind Mantel und Scheitel beigegrau, die Flügel grau-schwarz, Brust, Steiß und Bürzel sind ebenfalls weiß. Sein Aussehen gleicht dem Schwarzrücken-Steinschmätzer, von diesem unterscheidet sich das männliche Individuum durch nicht so weit auf den Rücken reichende Mantelfärbung, schwächeren Beigeton auf den Unterschwanzdecken und weniger aufgehellte Schwungfederbasen.

## Lebensraum
Der Maghrebsteinschmätzer lebt in öden Bergregionen, felsigen Hängen und Wadis. Das Nest wird in Felsspalten oder Erdhöhlen errichtet.

## Verbreitung
Sein Lebensraum erstreckt sich über die Gebirgsregionen Nordafrikas von Marokko bis Libyen. Das genaue Verbreitungsgebiet ist aktuell noch nicht gänzlich geklärt.